# Biscutella gredensis
Biscutella gredensis là một loài thực vật có hoa trong họ Cải. Loài này được Guinea mô tả khoa học đầu tiên năm 1964.